# Les Deux Aveugles
Les deux aveugles (título original en francés; en español, Los dos ciegos) es una bouffonerie musicale en un acto, en el estilo de una opereta con música de Jacques Offenbach y libreto en francés de Jules Moinaux. Se estrenó en el pequeño Théâtre des Bouffes Parisiens de los Champs-Elysées, París, el 5 de julio de 1855, lanzó al estrellato a dos de los intérpretes y tuvo representaciones a lo largo de un año. La pieza más tarde tuvo más producciones, incluyendo traducciones al alemán y al inglés en el gran Gaiety Theatre de Londres en 1872, y se convirtió en una de las obras de Offenbach en un acto más populares.
En las estadísticas de Operabase aparece con sólo una representación en el período 2005-2010. 